# Principe di Montfort

Stemma di Gerolamo Bonaparte come I Principe di Montfort.

Principe di Montfort è un titolo di cortesía, creato in 1816 dal re Federico I di Württemberg, per suo genero Girolamo Bonaparte, che aveva contratto matrimonio con sua figlia, la principessa Caterina di Württemberg, per ricompensarla della perdita dell'effimero regno di Westfalia (1807-1813).

## Storia
Questo titolo fa riferimento all'antica contea di Montfort che occupava il territorio di quello che attualmente è lo stato federato di Vorarlberg, in Austria, e la regione di Svevia, nel sud della Germania.

## Principi di Montfort
- Girolamo Bonaparte, I principe di Montfort, dal 1816;
- Girolamo Napoleone Carlo Bonaparte, figlio maggiore del precedente, come titolo di cortesia;
- Napoleone Giuseppe Carlo Paolo Bonaparte, fratello del precedente, II principe di Montfort;
- Napoleone Vittorio Bonaparte, figlio del precedente, III principe di Montfort.